# Rheedia cupi
Rheedia cupi là một loài thực vật có hoa trong họ Bứa. Loài này được (Kunth) Planch. & Triana miêu tả khoa học đầu tiên năm 1860.